# Anelassorhynchus adelaidensis
Anelassorhynchus adelaidensis är en djurart som tillhör fylumet skedmaskar, och som beskrevs av Edmonds, S.J. 1960. Anelassorhynchus adelaidensis ingår i släktet Anelassorhynchus och familjen Echiuridae. Inga underarter finns listade i Catalogue of Life.